# 芸予諸島歴史文化道
芸予諸島歴史文化道（げいよしょとうれきしぶんかどう）は、四国歴史文化道に指定されている愛媛県の観光モデル地域。上島町と今治市が対象。テーマは「水軍と国宝の島々」。

## 名所
| 名所               | 位置                        | 語り部         | 語り部案内料 | 備考 |
| ------------------ | --------------------------- | -------------- | ------------ | --- |
| 村上義弘の墓       | 今治市吉海町名2916-2 高龍寺 |                |              | 村上水軍の隆盛を築いた人物の墓。                                                                                             |
| 村上水軍博物館     | 今治市宮窪町宮窪1285        |                |              | 水軍をテーマにした全国初の博物館。                                                                                           |
| 能島城跡           | 今治市宮窪町                |                |              | 大島沖に浮かぶ能島に築城した水軍本拠地の一つ。国の史跡に指定。                                                               |
| 鶏小島             | 今治市伯方町                |                |              | 水軍の出城があったところ。                                                                                                   |
| 甘崎城跡           | 今治市上浦町                |                |              | 古城島にある水軍の城跡。。                                                                                                   |
| 八幡山城跡         | 上島町岩城                  |                |              | 岩城島にある水軍の城跡。 |
| 亀島城跡           | 上島町生名                  |                |              | 生名島の北に浮かぶ水軍の城跡。                                                                                               |
| 大山祇神社         | 今治市大三島町宮浦          | 御島ガイドの会 | 無料         | 山の神、海の神、武人の神として歴代の朝廷や武将から広く崇拝を集めた神社。                                                     |
| 長い歴史の大下灯台 | 今治市関前小大下乙52-3      |                |              | 大下島には、来島海峡付近では最も歴史のある灯台。                                                                             |
| 禅興寺             | 今治市伯方町木浦甲3645      |                |              | 能島村上家によって開かれた曹洞宗の禅寺。                                                                                     |
| 祥雲寺             | 上島町岩城西部3019          | 住職           | 無料         | 観音堂は、室町時代中期に建立され国の重要文化財。                                                                             |
| 定光寺             | 上島町弓削土生241           |                |              | 観音堂は、国の重要文化財。                                                                                                   |
| 亀居八幡神社       | 上島町魚島                  |                |              | 村上氏の供養塔がある神社。                                                                                                   |
| 篠塚公園           | 上島町魚島篠塚              |                |              | 村上氏の見張所跡といわれる。                                                                                                 |
| 金蓮寺             | 尾道市因島中庄3225          |                |              | 村上水軍の墓がある寺 |
| 因島水軍城         | 尾道市因島中庄3228-2        |                |              | 水軍城として復元され村上氏の遺品等を展示している                                                                             |
| 耕三寺             | 尾道市瀬戸田瀬戸田553-2     |                |              | 日本各地の古建築を模して建てられた堂塔が建ち並び、「西の日光」とも呼ばれる。山門・本堂をはじめ15の建造物が国の登録有形文化財 |
| 今治城             | 今治市通町3-1-3             |                |              | 藤堂高虎の居城として17世紀始めに築城。                                                                                       |
| 伊予国分寺塔跡     | 今治市国分4-1-33            |                |              | 国の史跡に指定されている奈良時代の塔跡                                                                                       |